# Volkswagen e-Golf
A Volkswagen e-Golf a Volkswagen Golf elektromos változata. 2014 nyarán került először értékesítésre, és egészen 2020 decemberéig gyártották.
A 2014-es modell 85 kW-os villanymotorral rendelkezik 270 Nm maximális nyomatékkal. A lítium-ion akkumulátor kapacitása 24,2 kWh. A csomagtartó 343 literes csomagtérrel rendelkezik (lehajtott ülésekkel 1231 liter).
A 2017-es modell 100 kW-os villanymotorral rendelkezik 290 Nm maximális nyomatékkal. A lítium-ion akkumulátor kapacitása 35,8 kWh.
2014 márciusában megkezdte a gyártást a németországi Wolfsburgban. Az akkumulátorcsomagot Braunschweigben szerelték össze Panasonic akkumulátorokkal.

## Motor

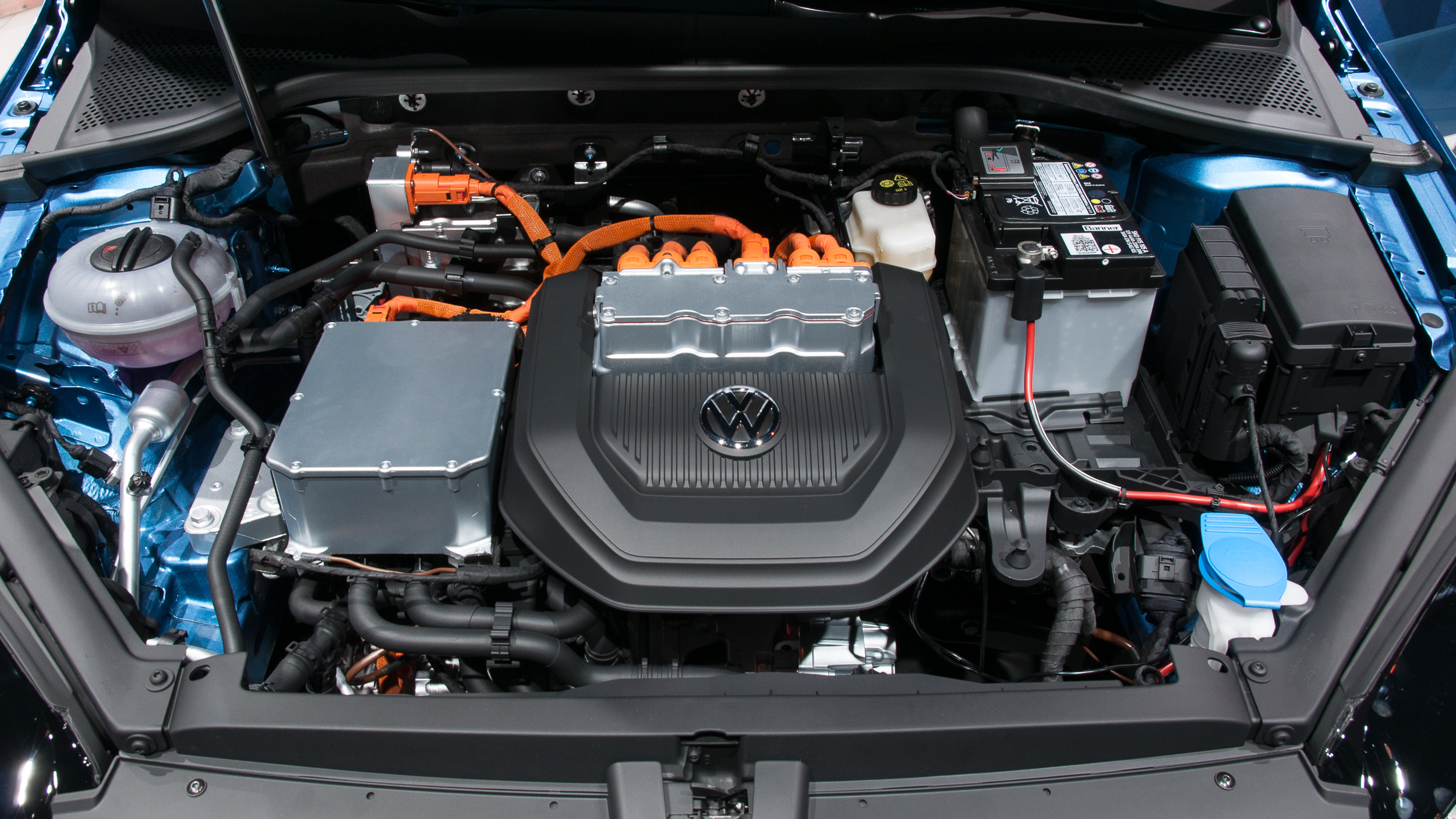

A Volkswagen e-Golfot egy 85 kilowatt (116 CV) sebességes szinkron villanymotor (EEM 85) hajtja., amely mozgatja a kerekeket. 270 Nm nyomatékot biztosít. A 0-ról 100 km/h -ra gyorsulás 10,4 másodperc (2014) és 9,6 másodperc (2017). A gyorsulás 0-ról 60 km/h-ra 4,2 másodperc (2014 és 2017). A belső égésű motoroktól eltérően az elektromos motorok a kezdettől fogva maximális nyomatékukat biztosítják.
A motort kézzel építették a németországi Kasselben a legmagasabb minőség elérése érdekében. A motor egyedi hűtőrendszert használ.
A maximális sebesség 140 km/h (2014) és 150 km/h (2017).
A sebességváltó egy redukciós doboz (EQ 270), egy előre és egy hátramenettel. Integrált differenciálművel és mechanikus rögzítőfékkel rendelkezik. A motor és a sebességváltó egy modult alkot.

## Autonómia és akkumulátorok
Az EPA hatótávolsága 134 km (2014) és 201 km (2017).
Az NEDC autonómia 190 km (2014) és 300 km (2017). A fűtés vagy légkondicionáló használata csökkenti az autonómiát.
Az autonómia jóval alacsonyabb, mint a felajánlott autonómia, így a bíróságok csalás miatt egyetértenek a vevőkkel, és a vásárlási művelet visszafordítására kényszerítik a Volkswagent.

### Vonóakkumulátor
A 35,8 kWh (2017) kapacitású lítium-ion akkumulátor a két tengely között kapott helyet. A 2014-es verzió 24,2 kWh.
Nem folyékony, hanem kényszerléghűtő rendszer segít állandó hőmérsékleten tartani az akkumulátorokat.
A 25 Ah-s cellákat a Panasonic gyártja, és a Volkswagen szereli össze Braunschweigben,
A 2014-es modellnél a tömege 318 kg, ami a jármű üres tömegének 21%-a. A sejteket 6 és 12 cellából álló modulokká egyesítik. A csomag 264 cellát tartalmaz 27 modulban.
A cellákat egy szénszál erősítésű műanyag burkolat és egy másik alumínium burkolat tartalmazza.
A Volkswagen azt állítja, hogy a laboratóriumban az akkumulátorok probléma nélkül elérik a 3000 teljes töltési ciklus.

## Töltés

CCS Type 2 csatlakozó az IEC 62196 szabvány szerint. Combo2-nek is nevezik, és globális szabványként használják folyamatosan.

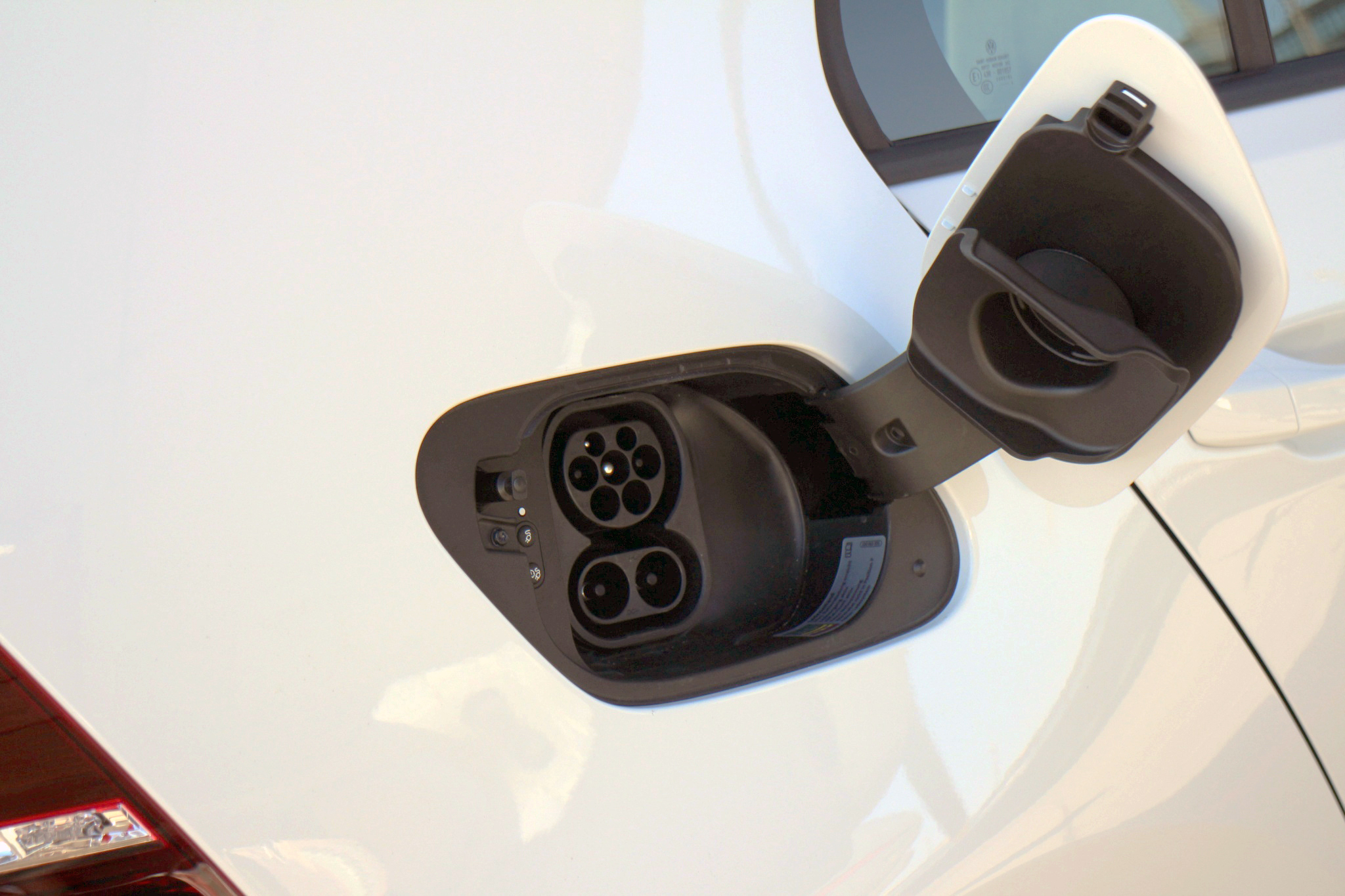

A Volkswagen e-Golf töltőállomáson és háztartási konnektorban is újratölthető. A töltő csatlakozója a Combined Charging System 2 (CCS2) kompatibilis, és a fedél jobb hátsó részén található. A VW szerint a CCS2 gyorstöltés kevesebb, mint 30 perc alatt 80%-os töltöttségi állapotba hozza az akkumulátort.
Az időtartam függ a töltési pont sebességétől, kevesebb, mint 30 perctől egészen 13 óráig terjedhet.
- Háztartási konnektor: 10-12 óra (2014) a mellékelt kábellel. 230 V és 2,3 kW. 13 óra (2017).
- Wallbox : 6-8 óra a Wallbox készülékkel, amely opcionálisan beépíthető a garázsba. 230 V és 3,6 kW (2014) vagy 230 V és 7,2 kW (2017).
- 40 kW-os CCS töltőállomás: akár 80% 30 perc (2014) vagy 60 perc (2017) alatt.[8][10]

## Fogyasztás
A Volkswagen 100 km megtételének költségét 1,91 euróra becsüli (0,15 eurós kilowattóra ár alapján). A Volkswagen szerint a fogyasztás 12,7 kWh, 100 km-enként.
A Volkswagen e-Golf karbantartási költségei nagyon alacsonyak, mivel az elektromos autók nem igényelnek olajcserét, és nem szenvednek üzemanyag-ellátási vagy kipufogógáz-meghibásodást. A fékbetétek és a féktárcsák sokkal tovább bírják, mert a fékmunka nagy részét a regeneratív elektromos fék végzi.

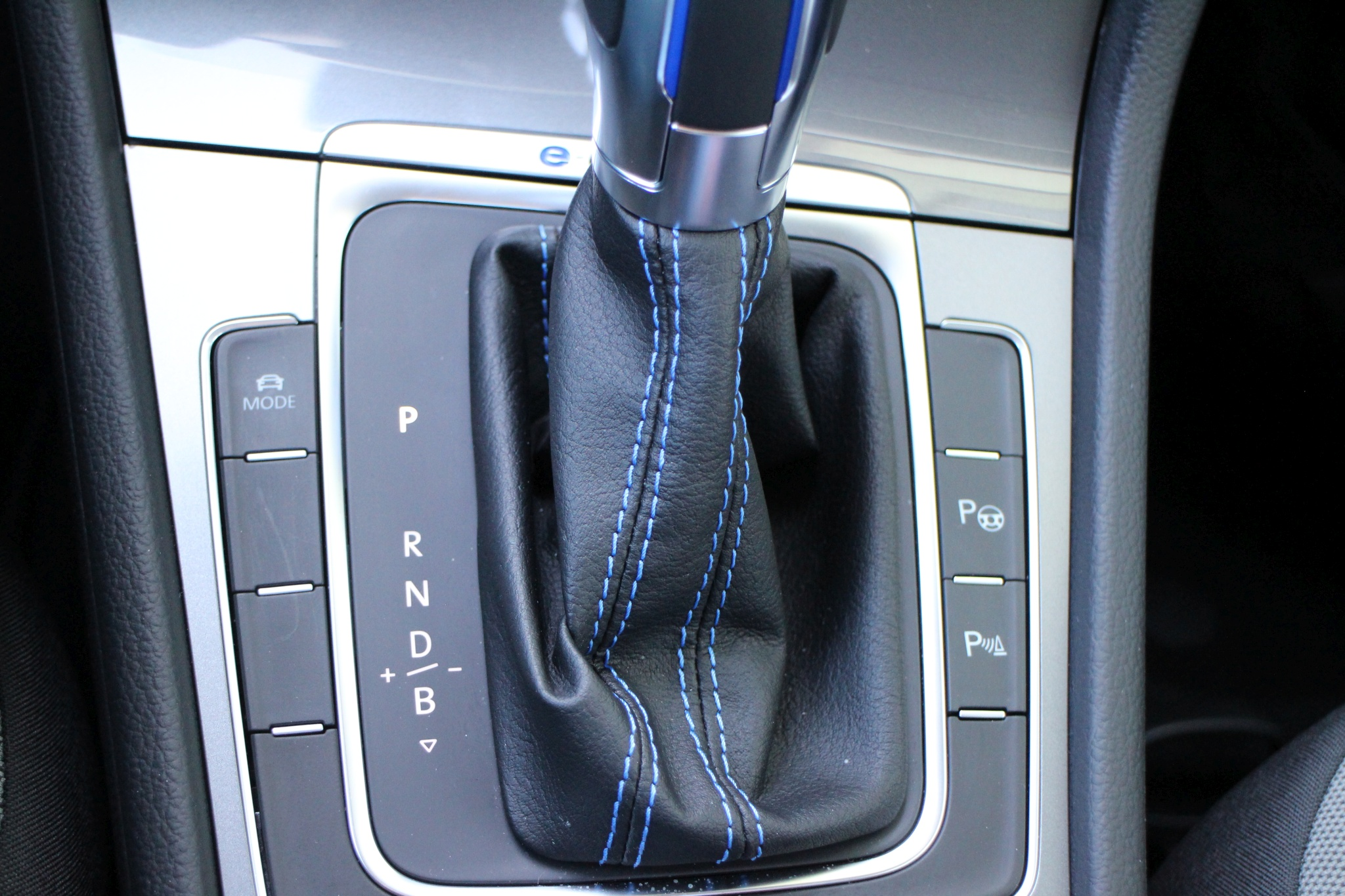

Úgy megy, mint egy automata autó. Van benne gáz- és fékpedál. A kar lehetővé teszi az előremeneti és a hátrameneti fokozat kiválasztását. A regeneratív fék intenzitását a vezető a kar segítségével állíthatja be. 5 szintje van: D (nincs regeneráció), D1, D2, D3 és B (maximális regeneráció). A féklámpák akkor is kigyulladnak, ha a regeneratív fék működik, még akkor is, ha a fékpedál nincs lenyomva.
Három vezetési profilja van: a Normal, az Eco és az Eco+. Az autó indításakor a Normál mód van kiválasztva.
Eco mód: A motor maximális teljesítménye 70 kW-ra, a maximális nyomaték pedig 220 Nm-re csökken. A légkondicionáló rendszer teljesítménye csökken. A fojtószelep reakciógörbéje megváltozik. A maximális sebesség 115 km/h-ban van korlátozva, és 13,1 másodperc alatt gyorsul fel álló helyzetből 100 km/órás sebességre.
Eco+ üzemmód: A motor maximális teljesítménye 55 kW-ra, a maximális nyomaték pedig 175 Nm-re csökken. A légkondicionáló rendszer kikapcsol. A fojtószelep reakciógörbéje megváltozik. A maximális sebesség 90 km/h-ban van korlátozva, álló helyzetből 90 km/órás sebességre gyorsulás 20,9 másodperc alatt történik.

## Légkondíciónálás
Az opcionális hőszivattyú a nagyfeszültségű fűtőelem és az elektromos klímakompresszor kiegészítő modulja. A hőszivattyú visszanyeri a hőt a környezeti levegőből és a hajtásrendszer elemeiből. Jelentősen képes csökkenteni a nagyfeszültségű fűtőelem elektromos fogyasztását. Az autonómia hideg időben akár 30%-kal is nőhet a hagyományos fűtési rendszerekhez képest. A 2017-es modellnél az alapfelszereltség része a szélvédőfűtést, amely megakadályozza, hogy télen le kelljen kaparni a jeget a szélvédőről.

## Aerodinamika
A Volkswagen speciális módosításokat hajtott végre az e-Golf aerodinamikájának javítása érdekében. A Golf (1,6 TDI 77 kW) légellenállása 0,686 m², az e-Golf 0,615 m², ami 10%-os javulást jelent. A cD együttható 0,281-re csökkent.

## Kerekek

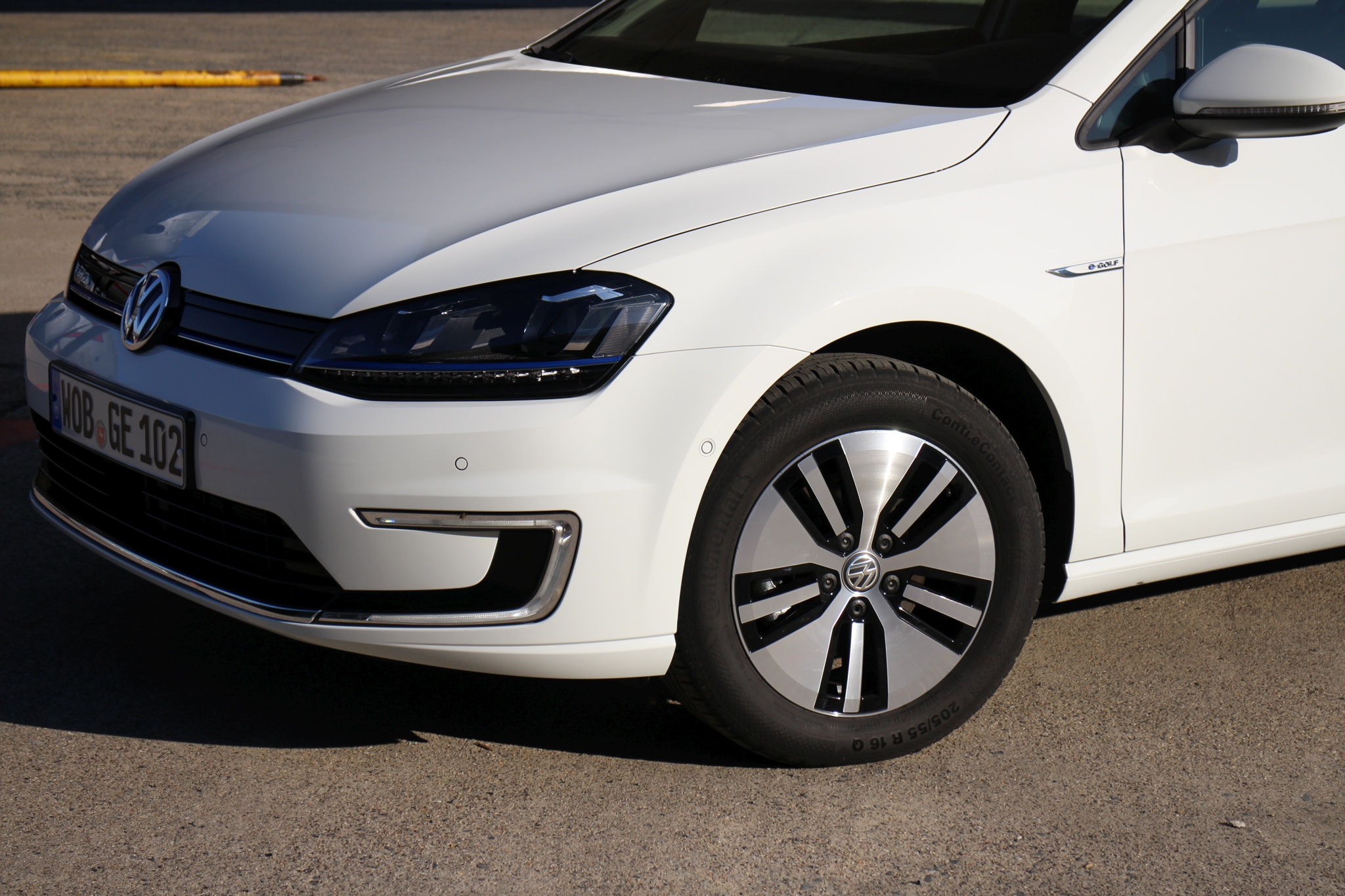

A Volkswagen a 205/55 R16 91 Q gumiabroncsok optimalizálásával a gördülési ellenállási együttható 7,2-ről 1-re történő csökkentésével növelte a az e-Golf hatótávolságát. 000 (Golf BlueMotion) 6,5-ig 1-ért 000 az e-Golfért (10%-os javulás).

## Telematikai szolgáltatások
A Car-Net e-Remote okostelefon alkalmazás és a Car-Net web különféle funkciók végrehajtását teszi lehetővé.
Kapcsolja be a légkondicionálást, hogy egy bizonyos időpontban elérje a hőmérsékletet. A külső hőmérséklettől függ.
Indítsa el vagy állítsa le az akkumulátor töltési folyamatát.
Tekintse meg a töltési állapotot, a töltési folyamatot, a töltési időt és a számított autonómiát.
Információk megtekintése a megtett távolságokról, utazási időkről, a motor és más eszközök, például a légkondicionáló és a rádió, valamint a regeneratív fékezés használatáról.
Kérdezzen a jármű állapotáról: ajtók és csomagtartó zárása, lámpák be- vagy kikapcsolása, töltőkábel csatlakoztatva, akkumulátor töltöttségi szintje, utolsó parkolási hely (GPS hely a térképen).

## Felszerelés 2014

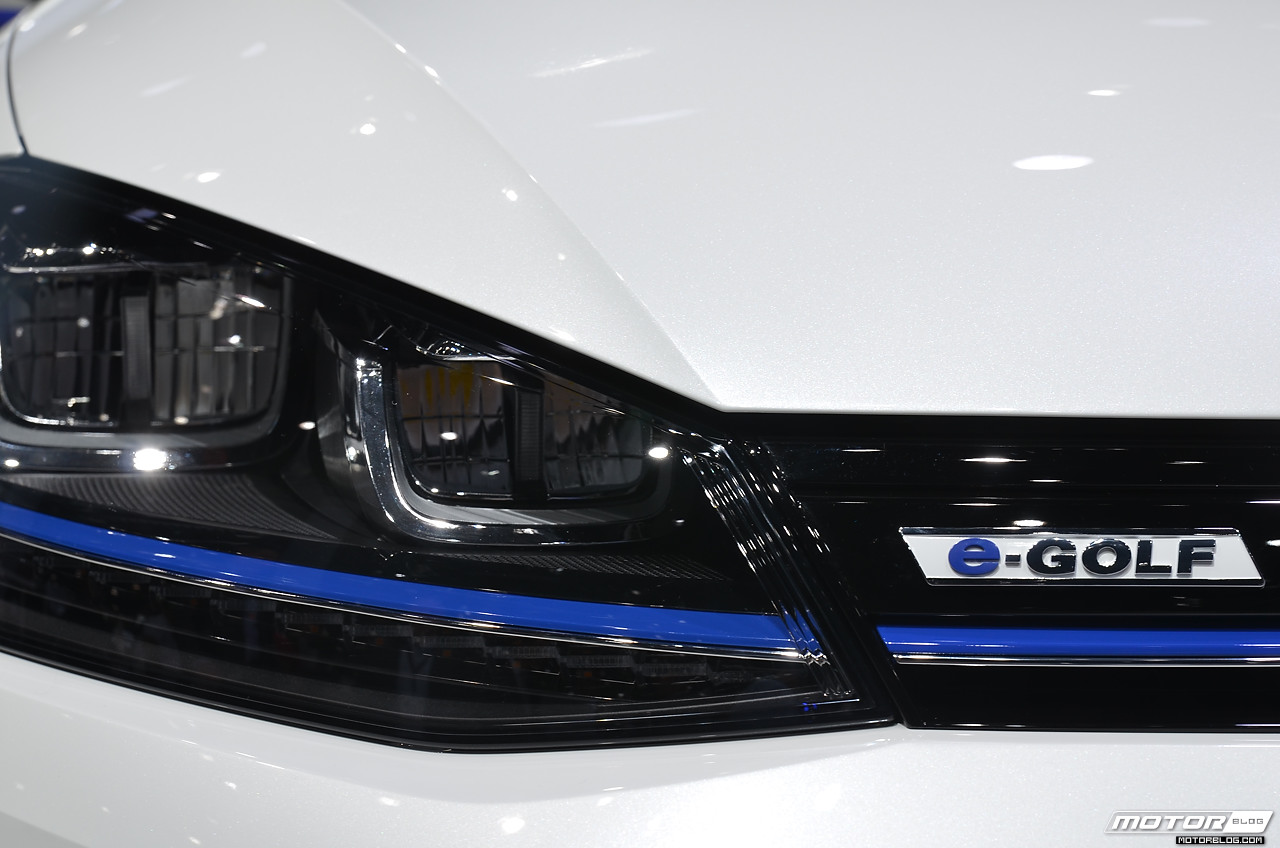

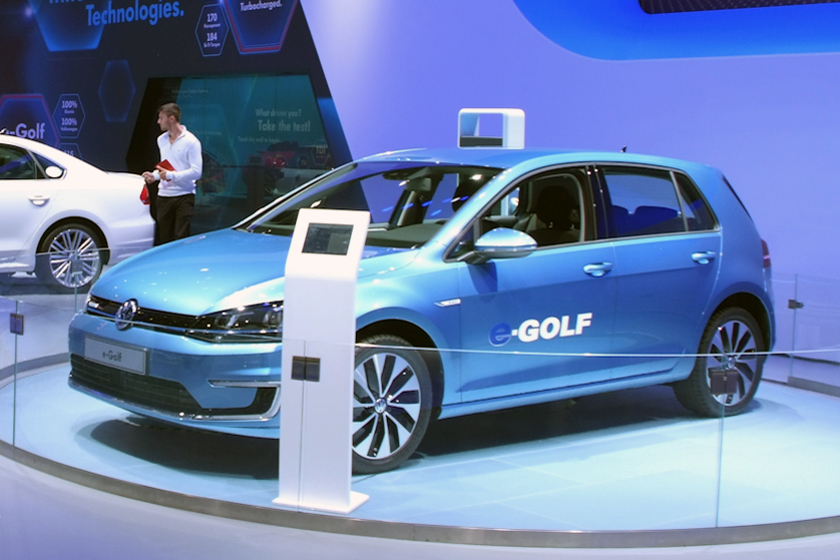

### A 2014-es sorozat
- 7 légzsák, beleértve a vezető térdlégzsákját
- Rögzítés két gyermeküléshez a hátsó üléseken ISOFIX rendszerrel
- Gumiabroncsnyomás figyelmeztetés
- Figyelmeztetés a becsatolatlan első biztonsági övekre
- Kábel az AC töltőállomáshoz és töltőkábel az elektromos hálózathoz való csatlakozáshoz
- Car-Net e-Remote
- Climatronic automata klíma
- Tempomat tempomat
- Fáradtságérzékelő
- Elektromechanikus szervokormány, sebességfüggő szabályozás
- Csatlakozó és kábelek a normál és gyors töltéshez
- ESP, XDS és többszörös ütközést elkerülő rendszer
- Elektromosan állítható és lehajtható külső visszapillantó tükrök
- Full LED fényszórók
- Elektromos rögzítőfék Autohold funkcióval
- 16" "Astana" könnyűfém keréktárcsák
- LED nappali fények C-ben a lökhárítón
- Fedezze fel a Pro böngészőt
- Gumiabroncsok 205/55 R16 91Q szuperoptimalizált gördülési ellenállás
- Prémium többfunkciós képernyő
- ParkPilot – akusztikus figyelmeztetések az első és hátsó területen lévő akadályokról
- Elektromosan behajtható tükrök
- Esőérzékelő
- Online szolgáltatások
- PreCrash proaktív biztonsági rendszer
- Első és hátsó Park Pilot parkolássegítő rendszer
- Integrált hátsó légterelő
- CCS töltő aljzat
- Multifunkciós kormánykerék

### Opciók 2014
- Segít fenntartani sáv "Lane Assist" incl.reg. "Light Assist" útjelző lámpák és közlekedési táblák azonosítója: 555 €
- Hőszivattyú az autonómia optimalizálásához: 900 €
- "Rear View" tolatókamera: 205 €
- Automatikus távolságszabályozás ACC incl. városi vészfék és "Front Assist", járműleállítási funkció: 325 €
- „Light Assist” távolsági fényszóró beállítása: 135 €
- Prémium Bluetooth rendszer: 440 €
- "Keyless-Access" zár- és indítórendszer: 335 €

## Felszerelés 2017
Az ACC rendszer méri az elöl haladó járművek közelségét és sebességét. A rendszer korlátain belül az ACC 210 km/h sebességig biztonságos távolságban tudja tartani járművét az elöl haladó járműtől. Az opcionális Front Assist környezetfigyelő rendszer figyelmeztetést adhat ki, ha olyan veszélyes helyzetet észlel, amely hátsó balesethez vezethet. Ilyen helyzetben a rendszer a fékezésben is segít, vagy veszélyes helyzetekben akár automatikusan is lassíthat.
A City Safe Emergency Braking rendszer beavatkozhat alacsony sebességű vezetés közben. A Gyalogos-érzékelő rendszer érzékeli, ha egy gyalogos hirtelen feltör az úttestre. Fontos figyelmeztetéseket ad, segíti a fékezést vagy az automatikus fékezést.
Az opcionális Traffic Jam Assist az ACC Adaptive Cruise Control és a Lane Assist sávtartó rendszer funkcióit használja, lehetővé téve a lassú és kényelmes közlekedést a forgalmi dugókban. A rendszer korlátain belül az e-Golf automatikusan gáz- és fékezéssel követi az elöl haladó járművet, a sávon belül maradva.
Az opcionális Emergency Assist rendszer automatikusan beavatkozik, ha a járművezető nem észlel semmilyen tevékenységet, és a vezető a figyelmeztetés ellenére sem reagál. Ha ez a helyzet előfordul, a rendszer megpróbálja reagálni a vezetőt, és figyelmezteti az utasokat és a többi vezetőt. Fékrángatásokon, akusztikus figyelmeztetéseken, vészvillogókon és enyhe kormánymozdulatokon keresztül. Ha a vezető továbbra sem veszi át az irányítást a jármű felett, a rendszer szabályozottan leállítja azt.
Az opcionális Park Assist mindössze 80 cm manőverezési helyet igényel. Ezt a rést akkor észlelheti, ha legfeljebb 40 km/h sebességgel halad mellette.
A műszerfal egy 31 cm-es (12,3 hüvelykes) nagy felbontású színes képernyőből áll.
A Discover Pro navigációs rendszer gesztusvezérlést kínál. Lehetővé teszi az állomások megváltoztatását vagy a rendszerbeállítások módosítását egy egyszerű kézmozdulattal. 23,4 cm-es (9,2 hüvelykes) képernyője van. Nyolc hangszóróval, rádióval, MP3-at, AAC-t és WMA-t is tudó CD-lejátszóval, két SD-kártyanyílással, USB-s AUX-IN portokkal és Bluetooth-kapcsolattal rendelkezik mobiltelefonokhoz.

## Fordítás
Ez a szócikk részben vagy egészben  a   Volkswagen e-Golf című spanyol Wikipédia-szócikk ezen változatának fordításán alapul.  Az eredeti cikk szerkesztőit annak laptörténete sorolja fel. Ez a jelzés csupán a megfogalmazás eredetét és a szerzői jogokat jelzi, nem szolgál a cikkben szereplő információk forrásmegjelöléseként.